# Orientopsyllus investigatoris
Orientopsyllus investigatoris is een eenoogkreeftjessoort uit de familie van de Thaumatopsyllidae. De wetenschappelijke naam van de soort is voor het eerst geldig gepubliceerd in 1949 door Sewell.